# Athanasius Gerster
Athanasius Gerster OSB (* 4. August 1877 in Dogern; † 15. März 1945 im Gefängnis von Bayreuth) war ein römisch-katholischer Geistlicher, der während der nationalsozialistischen Diktatur in der Haft zu Tode kam.

## Leben
August Gerster absolvierte nach dem Schulbesuch eine kaufmännische Lehre, trat 1898 in die Benediktinerabtei Seckau ein, legte am 3. September 1900 die Ewige Profess ab und erhielt den Ordensnamen Athanasius. Am 30. November 1906 empfing er die Priesterweihe und übernahm im Kloster die Aufgaben des Kantors und Gartenmeisters.
„In Seckau war Gerster der Alkoholgenuss der Bevölkerung ein besonderer Dorn im Auge. Um diesem Missstand Einhalt zu gebieten, setzte er sich mit Nachdruck für den Genuss von Süßmost ein, was ihm alsbald den Beinamen ‚Süßmostpater‘ einbrachte.“
Nach der Aufhebung der Abtei und der Vertreibung der Mönche durch die Gestapo Anfang April 1940 kam Gerster zunächst nach Weingarten und wurde am 1. Juni 1940 in die Abtei St. Matthias in Trier versetzt. Nachdem im April 1941 auch die Abtei St. Matthias von der Gestapo aufgehoben worden war, gelangte Gerster über die Abtei Maria Laach in die Abtei Gerleve. Kurz darauf wurde im nationalsozialistischen Klostersturm auch diese Abtei aufgelöst und Gerster fand ein neues Obdach in der Abtei Neuburg bei Heidelberg.

## Verhaftung und Tod
„Bei einer Bahnfahrt im Sommer 1944 entspann sich ein Gespräch mit einem Werkmeister, dessen Inhalt dem ansonsten ruhigen und verschlossenen Pater zum Verhängnis werden sollte: Das Heil für Deutschland, so Gerster, werde weder der Nationalsozialismus noch der Kommunismus bringen, sondern allein das praktizierte Christentum. Bereits einen Tag später stand die Gestapo vor der Klosterpforte.“ Nach dieser Denunziation wurde Gerster im Juli 1944 acht Tage lang von der Gestapo in Heidelberg vernommen, am 24. Juli 1944 zur Staatspolizeistelle Karlsruhe vorgeladen und anschließend in Haft genommen. Mitte November wurde Gerster nach Berlin in die Untersuchungshaft des Volksgerichtshofes überstellt. Vergeblich bemühten sich die Abtei Neuburg und das Erzbistum Freiburg um die Freilassung des bereits kränklichen Gersters; im Januar 1945 wurde er wegen Wehrkraftzersetzung zu drei Jahren Gefängnis verurteilt und im Februar 1945 nach Bayreuth gebracht. „Überstellt wurde er in einem offenen Güterwagen. [...] Die Eiseskälte in der unbeheizten Eisenbetonzelle und die völlig unzureichende Ernährung ließen die Gesundheit des Paters schwinden.“
Die Zelle teilte er mit dem späteren Präsidenten des Deutschen Bundestages, Eugen Gerstenmaier, der nach Kriegsende mehrfach über die gemeinsame Haft und die letzten Lebenswochen Gersters berichtete. Am 15. März 1945 brach er an seinem Arbeitsplatz in der Weberei zusammen. Wenige Stunden nach Einlieferung ins Lazarett starb Athanasius Gerster völlig entkräftet und ausgezehrt. „Als Todesursache wurde Unterernährung festgestellt. Auf Betreiben des Gefängnispfarrers Albert Sailer erfolgte die Beisetzung nicht auf dem Zuchthausfriedhof, sondern auf dem städtischen Friedhof.“

## Ehrungen
In Dogern ist das Gemeindehaus der Katholischen Kirchengemeinde St. Clemens nach Athanasius Gerster benannt. Am 22. August 2016 wurde ein Stolperstein vor der Kirche in Dogern für ihn verlegt.